# Adobe Shockwave
Adobe Shockwave（前为Macromedia Shockwave）是一個基於網頁瀏覽器的多媒體平台，用於交互式應用程式和視頻遊戲。它是Macromedia在Flash之前最成功的多媒体播放器。它能将Adobe Director制作的应用程序发布到互联网上，被安装有Shockwave插件的浏览器浏览。Adobe Shockwave是一個基於瀏覽器的多媒體平台，用於交互式應用程序和視頻遊戲。
自2019年4月9日起，Adobe Shockwave將停止營運，Windows的Shockwave播放器將不再可供下載。

## 描述
Shockwave一般由Adobe Director制作。虽然Shockwave也提供对Flash的支持，但是开發者偏向使用Director，因为它更强大。Adobe Shockwave相对于Flash的强大主要体现在更快的渲染引擎，包括3D硬件加速和对包括IRC在内的多种网络协议的支持。而且Shockwave的功能可以通过Xtra进行扩展。

### 支持的平台
与Flash不同，Shockwave浏览器插件不适用于Linux和Solaris平台。然而，Shockwave可以通过CrossOver安装在Linux下，或在Wine下运行被支持的浏览器来运行。
历史上，Shockwave插件一般可以运行在Windows和Mac OS下，除了在2006年1月（苹果公司转向基于英特尔Core 2 Duo处理器的平台时）和2008年3月（Adobe发布Shockwave 11时，对英特尔平台的苹果电脑提供原生支持的第一个版本）之间。

## 应用
虽然Shockwave预期的定位是各种在线电影和动画，但事实上它更多地被用于游戏开发领域。它经常被使用在需要使用大量图像资源的在线应用环境上。在线学习工具涉及到物理的模拟、图表和计算，所以Shockwave也被大量应用。

## 历史
Shockwave Player最开始是一个由Director团队成员Christan Hunt和David Walker出于实验互联网上的多媒体概念的目的而为Netscape开发的助手程序。1.0版独立于Director 4发布，它的开发计划从Director 5开始与Director系列合并，所以Shockwave没有2-4版。

### Shockwave 1
用于Netscape Navigator 2.0的Shockwave插件与Afterburner一并发布于1995年。第一个使用Shockwave的网站是 Intel微处理器25年纪念。

### Shockwave 5
Afterburner作为一个Xtra被集成到了Director 5.0中。

### Shockwave 6
增加了对Shockwave Audio（swa）的支持，一种带有附加文件头的与MP3相似的音频格式。

### Shockwave 7
- 增加了对于图片和剪辑的支持。
- 增加了对Shockwave Multiuser Server的支持

### Shockwave 8.5
增加了对于英特尔3D渲染技术的支持，亦是不少電子課本所使用的版本，因為這個版本是當中最穩定的版本：在這之後的版本都有往後兼容的問題，而之前的版本有很多新的內容都不能正確顯示。

### Shockwave 10
支持Mac OS X 10.3和更早版本操作系统的最后一个版本。

### Shockwave 11
支持英特尔平台的苹果电脑。

## 商标與名稱的混淆
在1990年代末，Macromedia为了提升Shockwave的知名度，将其名下的所有多媒体播放器都冠以了“Shockwave”的前缀。虽然此举達到了预期的效果，但Shockwave和Flash变得越来越难区分。在2005年，Macromedia发布了三款浏览器插件：Macromedia Authorware、Macromedia Shockwave和Macromedia Flash。
Macromedia还发布了一款在线查看Macromedia FreeHand的插件名叫Macromedia Shockwave for FreeHand。

Adobe收购Macromedia后，Adobe开始缓慢地为与Shockwave相关的多媒体播放器重新命名。

## 市场占有率
根据Adobe的数据，截至2007年，Adobe Shockwave Player在52.3%的PC上安装。